# Bukka White
Bukka White, celým jménem Booker T. Washington White, (12. listopadu 1906 – 26. února 1977) byl americký bluesový zpěvák a kytarista.
Narodil se mezi Aberdeenem a Houstonem v Mississippi a hudbě se začal věnovat pod vlivem svého otce, který hrál na housle. V roce 1930 nahrál čtrnáct písní pro vydavatelství Victor, z nichž se pouze čtyři dočkaly vydání. Později strávil nějaký čas ve vězení, v letech 1942 až 1944 působil v námořnictvu a poté se usadil v Memphisu. Hudbě se dlouhodobě nevěnoval; stejně jako mnozí další hudebníci jeho generace byl znovuobjeven počátkem šedesátých let; následně zažíval značnou popularitu a vydal několik alb. Jednou z jeho nejznámějších písní je „Parchman Farm Blues“, v níž vzpomíná na pobyt v nápravném zařízení. Mezi jeho další známé písně patří „Fixin' to Die Blues“, kterou v coververzi vydal Bob Dylan na svém prvním albu (1961), a „Shake 'Em On Down“, kterou se Led Zeppelin inspirovali ve své písni „Hats Off to (Roy) Harper“ (1970).
V roce 1990 byl uveden do Bluesové síně slávy. Byl příbuzný s hudebníkem B. B. King, jeho matka byla sestrou Kingovy babičky.